# Baspa
Baspa is een geslacht van vlinders van de familie Lycaenidae, uit de onderfamilie Lycaeninae.

## Soorten
- B. diatas Hew.
- B. sorya (Kollar, 1848)